# Alexander Adam
Alexander Adam (24 de juny de 1741 - 18 de desembre de 1809) va ser un antiquari, escriptor i pedagog escocès.
Es va traslladar a Edimburg en 1858 i va estudiar a la universitat de la ciutat, allotjat en una petita cambra situada al barri de Restalrig i vivint de farinetes de civada. Va ser designat director del George Watson's Hospital en 1761 i després va passar a ser rector de la Royal High School d'Edimburg, lloc que va mantenir fins al dia de la seva mort. Va inspirar al jove Walter Scott quan aquest va assistir a aquesta institució des de 1771 fins a 1832. Entre les seves obres es troben títols com Rudiments of Latin and English Grammar de 1772, Roman Antiquities de 1791, A Summary of Geography and History de 1794 i Compendious Dictionary of the Latin Tongue de 1805.